# Chaenorhinum segoviense
Chaenorhinum segoviense é uma espécie de planta com flor pertencente à família Scrophulariaceae. 
A autoridade científica da espécie é (Reut. ex Rouy) Rouy, tendo sido publicada em Le Naturaliste. Journal des échanges et des nouvelles 2: 190. 1882.

## Portugal
Trata-se de uma espécie presente no território português, nomeadamente os seguintes táxones infraespecíficos:
- Chaenorhinum segoviense subsp. segoviense - presente em Portugal Continental. Em termos de naturalidade é endémica da Península Ibérica. Não se encontra protegida por legislação portuguesa ou da Comunidade Europeia.